# Programare liniară
Programarea liniară este un procedeu de optimizare bazat pe ecuații algebrice liniare multivariabilă.

## Exemple
Un exemplu este cel al problemelor de amestec. Frecvent se pune chestiunea maximizării sau minimizării unui atribut al amestecului, de obicei  costul prin  raportare la compoziția amestecului. De asemenea se pot formula chestiuni referitor la extremul compoziției dintr-un anumit element chimic dintr-un amestec.

## Forma standard
| Maximizare: S1x1 + S2x2 | Maximizare: S1x1 + S2x2 | (maximizarea venitului — venitul e "funcția obiectiv") |
| Condiții:               | 0 ≤ x1 + x2 ≤ L         | (limitare arie)                                        |
|                         | 0 ≤ F1x1 + F2x2 ≤ F     | (limitare ingrășământ)                                 |
|                         | 0 ≤ P1x1 + P2x2 ≤ P     | (limitare insecticid)                                  |
|                         | x1 ≥ 0, x2 ≥ 0          | (nu se poate planta o arie negativâ).                  |